# Manuela Hărăbor
Manuela Hărăbor (n. 2 aprilie 1968, București) este o actriță română. A absolvit în 1991 Universitatea Națională de Artă Teatrală și Cinematografică "Ion Luca Caragiale" din București. A debutat la vârsta de 4 ani, în filmul Veronica (1972). Manuela Hărăbor a devenit cunoscută în rolul Siminei, din filmul Pădureanca (1987).
Ea s-a căsătorit de trei ori și are un copil cu regizorul Dan Chișu.
În iulie 2022, în cadrul unei emisiuni la TVR, Hărăbor a repetat o serie de conspirații false despre avort (de la minutul 45 din video). 

## Filmografie
- Veronica (1973)
- Veronica se întoarce (1973)
- Mama (1977)
- Gustul și culoarea fericirii (1978)
- Trenul de aur (1986)
- Pădureanca (1987) - Simina
- Secretul lui Nemesis (1987)
- Martori dispăruți (1988) - Roxana
- Secretul armei... secrete! (1989) - Frumoasa
- Lacrima cerului (1989) - Roxana
- Rochia albă de dantelă (1989)
- Mircea (1989)
- Coroana de foc (1990)
- Doi haiduci și o crâșmăriță (1993) - Stana
- Crucea de piatră (1994) - Ilonka Sabo
- Invisible: The Chronicles of Benjamin Knight (1994) - Kidnapped Girl
- Ochii care nu se văd (1994) - Ica
- Meurtres par procuration (1995) - Daniela
- Camera ascunsă (2004) - Andreea
- Magnatul (2004)
- Cu un pas înainte (Serial, 2007) - Aurora Tomozei
- Fetele marinarului (Serial, 2009) - Virginia Trifan